# Filocrate
Filocrate del demo di Agnunte (in greco antico: Φιλοκράτης?, Philokrátēs; IV secolo a.C. – IV secolo a.C.) è stato un politico ateniese degli anni 340 a.C., del partito di Eubulo, noto soprattutto per la pace omonima da lui stipulata con Filippo II di Macedonia.

## Biografia
Quando Filippo II di Macedonia devastò la città di Olinto, nel 348 a.C., egli catturò tra gli abitanti anche alcuni cittadini ateniesi. Gli amici di alcuni di questi chiesero a gran voce che un ambasciatore fosse inviato per negoziare il loro riscatto e questa petizione fu appoggiata da Filocrate e Demostene. Filocrate inoltre avanzò una mozione, approvata all'unanimità, che permetteva a Filippo di inviare un araldo e degli ambasciatori ad Atene per trattare la pace con la città. Per questo motivo Filocrate fu accusato da Licino di aver promulgato un decreto illegale, ma fu difeso da Demostene e fu assolto. Filocrate quindi stabilì che dovevano essere designati dieci legati per trattare con il re macedone e lui stesso rientrò nella delegazione che, nel 346 a.C., stipulò la pace coi Macedoni.
Nello stesso anno, quando gli ambasciatori macedoni giunsero ad Atene, Filocrate propose di concedere a Filippo tutto quello che voleva e di escludere esplicitamente dal trattato i Focesi, Alo e Cersoblette. Questa proposta, tuttavia, fu osteggiata sia da Eschine che da Demostene e Filocrate fu obbligato ad abbandonarla. Egli rientrò anche nella seconda delegazione che fu inviata per ricevere da Filippo la ratifica dell'alleanza. Durante il viaggio di ritorno dell'ambasceria, Demostene cercò di spargere la voce tra il popolo circa delle cattive intenzioni di Filippo nei confronti dei Focesi; tuttavia Filocrate si unì ad Eschine nel convincere la popolazione a non credere a ciò che sosteneva Demostene.
Quindi Filocrate propose un decreto in cui, oltre ad elogiare l'equità del governo di Filippo e ad estendere il trattato ai suoi successori, si dichiarava che se i Focesi non avessero ceduto il tempio degli Anfizioni, gli Ateniesi li avrebbero costretti a farlo. In questo modo Filocrate faceva gli interessi di Filippo, essendo stato forse corrotto, e in cambio del suo tradimento ricevette i prigionieri di Olinto e delle terre in Focide. Dato che ostentava la sua nuova ricchezza e viveva nel lusso, crebbero dei sospetti circa la sua improvvisa fortuna.
Nel 344 a.C. Demostene, nella sua seconda Filippica, richiamò l'attenzione degli Ateniesi al modo in cui erano stati raggirati da Eschine e Filocrate, senza tuttavia citare i loro nomi. Quest'ultimo, probabilmente, si sentì minacciato, e nello stesso anno, o all'inizio di quello successivo, per mettersi in buona luce con il popolo si fece promotore di un decreto in cui si lamentava con Filippo per il sequestro di alcune navi ateniesi da parte di un suo ammiraglio.
Tuttavia nel 346 a.C. Filocrate venne accusato da Iperide di corruzione. Filocrate, dopo la condanna preliminare da parte dell'Ecclesia, non attese il seguito dell'eisangelia, ma decise di espatriare e venne condannato a morte in contumacia. Degli anni successivi non si sa molto, ma Demostene lo cita come colui che lo assalì con false accuse nel 338 a.C., dopo la battaglia di Cheronea, cosa che potrebbe far pensare ad un suo ritorno; tuttavia Eschine lo cita ancora come esule nel 330 a.C., cosa che può far pensare che Filocrate costituisse per Demostene un pericolo a distanza più che una minaccia fisica a causa della loro passata intimità